# ماريا واين
ماريا واين (بالسويدية: Maria Wine)‏ (8 يوليو 1912، كوبنهاغن في الدنمارك - 22 أبريل 2003 في السويد)؛ مترجمة، كاتِبة وشاعرة سويدية.

## روابط خارجية
- ماريا واين على موقع ميوزك برينز (الإنجليزية)